# Walter Bruch

Unterschrift in einem Brief

Walter Bruch (* 2. März 1908 in Neustadt an der Weinstraße; † 5. Mai 1990 in Hannover) war ein deutscher Elektrotechniker und Pionier des deutschen Fernsehens. Er entwickelte das PAL-Farbfernsehsystem.

## Leben und Wirken
Bruchs Familie zog kurz nach seiner Geburt mit ihm nach Pirmasens, woher seine Familie ursprünglich stammte. Bruch ging in Pirmasens und München zur Schule. Auf Wunsch seines Vaters besuchte er eine kaufmännische Schule, absolvierte aber dann eine Maschinenschlosserlehre in einer Schuhfabrik. Zusätzlich absolvierte er Volontariate bei den Pfalzwerken in Ludwigshafen und in der Pirmasenser Maschinenfabrik Schön & Cie. Ab 1928 besuchte er das Technikum Mittweida in Sachsen. Danach war er Gasthörer an der Universität in Berlin, an der er Manfred von Ardenne und Dénes von Mihály kennenlernte.
Von Beginn der 1930er Jahre an war Walter Bruch an der Entwicklung der Fernsehtechnik beteiligt: 1933 präsentierte er einen „Volksfernsehempfänger“ mit einem selbstgebauten Filmabtaster. Er erhielt 1935 eine Stelle in Berlin als Techniker bei Telefunken, wo Emil Mechau eine spezielle Fernsehkamera für die Olympischen Spiele 1936 entwickelte. Als Kameramann bediente er während der Spiele die Neuentwicklung, die als sogenannte „Olympiakanone“ Geschichte schrieb. Im Zweiten Weltkrieg betreute er in der Heeresversuchsanstalt Peenemünde auf dem Prüfstand VII die weltweit erste industrielle Fernsehanlage zur Überwachung der V2-Starts. Nach Kriegsende war er in der ehemaligen Röhrenfabrik Oberspree (RFO, heutiger Behrensbau) der AEG im Labor, Konstruktionsbüro und Versuchswerk Oberspree (LKVO) für die sowjetische Besatzungsmacht tätig und formulierte 1946 eine 625-Zeilen-Fernsehnorm. Bruch und seine beiden Telefunken-Kollegen Werner Nestel und Wilhelm Runge, die alle im Westteil Berlins wohnten, entgingen der Aktion Ossawakim. In den frühen Morgenstunden des 22. Oktober 1946 wurden 230 Mitarbeiter aus Forschung und Entwicklung mit ihren Familien in die Sowjetunion verschleppt und konnten erst fünf Jahre später zurückkehren.
1950 kehrte er zu Telefunken zurück und ging in die Entwicklungsabteilung für Fernsehempfänger in Hannover. Dort leitete Bruch das Grundlagenlabor für Empfängertechnik, in dem das am 31. Dezember 1962 zum Patent angemeldete PAL-Farbfernsehsystem entwickelt wurde. Am 3. Januar 1963 wurde das PAL-System von Bruch vor Experten der Europäischen Rundfunkunion (EBU) erstmals vorgeführt.
In der allerersten Ausgabe der beliebten Quiz- und Spielsendung Dalli Dalli im ZDF am 13. Mai 1971 war Walter Bruch anlässlich seiner Erfindung als Gast eingeladen und bildete zusammen mit dem ebenfalls sehr populären Professor Heinz Haber ein Rateteam. Bei der Begrüßung wurde Bruch vom Moderator Hans Rosenthal unter Verweis auf den Erfinder Felix Wankel und den nach ihm benannten Wankelmotor unter anderem gefragt, warum er denn nun sein System ausgerechnet „PAL-System“ genannt habe. Daraufhin antwortete der gutaufgelegte Bruch unter heiterem Applaus und Gelächter des Publikums mit der fröhlichen Gegenfrage „Na, was denken Sie, wenn ich’s Bruch-System genannt hätte?“.
Diese humorvolle Antwort hatte allerdings einen durchaus sehr ernsten Hintergrund, denn damals fand ein harter politischer und wirtschaftlicher Konkurrenzkampf zwischen dem französischen SECAM-System und dem deutschen PAL-System statt, der bis in die höchsten wirtschaftlichen und politischen Ebenen reichte. Als „Mister PAL“ reiste Walter Bruch jahrelang in verschiedene Länder, um das System zu präsentieren. Er erhielt 1964 die Ehrendoktorwürde der Technischen Hochschule Hannover. Das unter seiner Regie entwickelte analoge PAL-System wurde am 25. August 1967 auf der 25. Großen Deutschen Funk-Ausstellung für die Bundesrepublik Deutschland und West-Berlin offiziell eingeführt und zu einem weltweit verbreiteten Farbfernsehsystem.

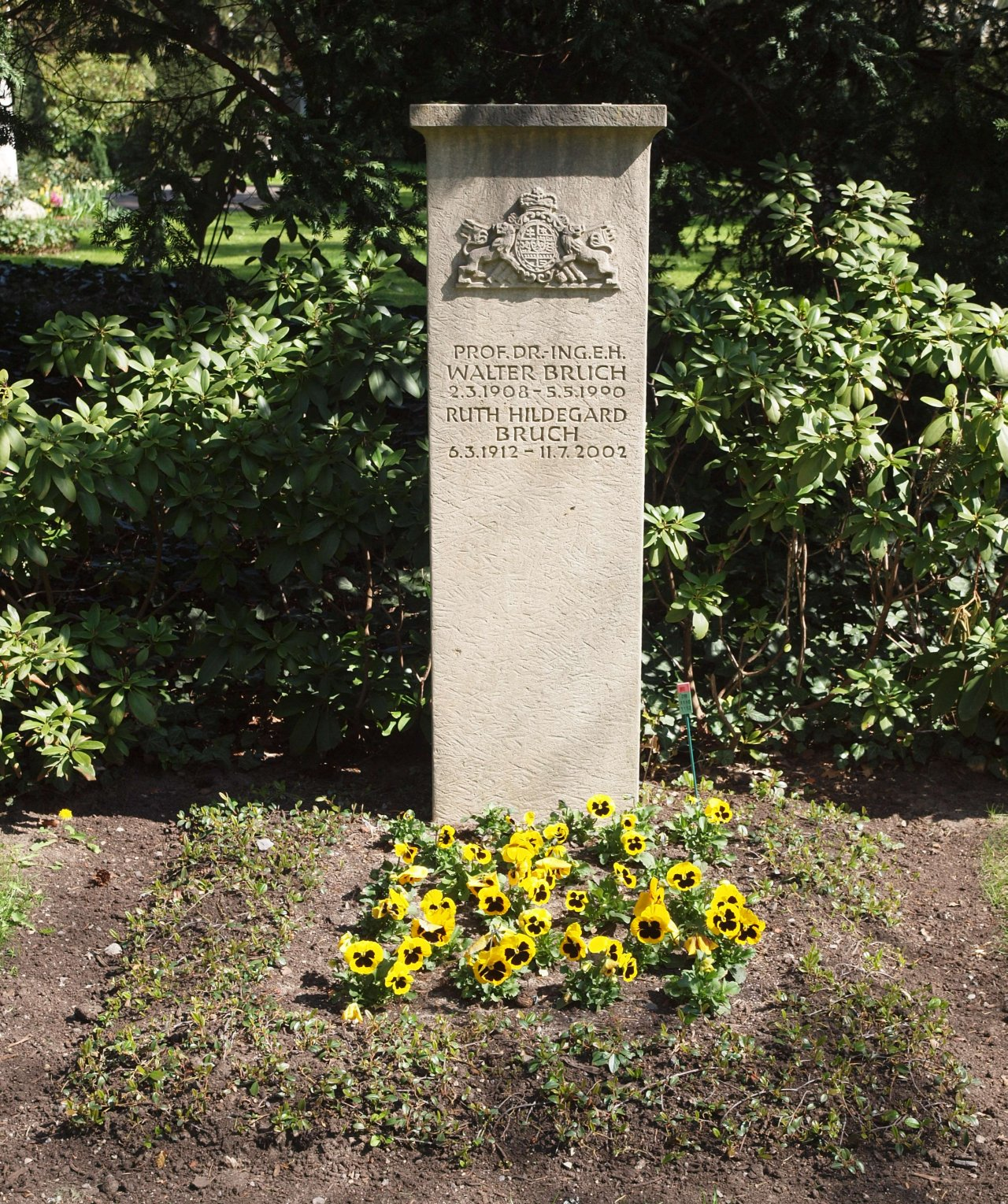
Grabstelle auf dem Stadtfriedhof Engesohde in Hannover

Walter Bruch war Mitglied der Fernseh- und Kinotechnischen Gesellschaft. 1974 ging er in den Ruhestand, beteiligte sich aber weiterhin in verschiedenen Normungsgremien. Bruch starb 1990, das Familiengrab befindet sich auf dem Stadtfriedhof Engesohde in Hannover.
Die nicht weit von dem früheren Telefunken-Grundlagenlabor im Gebäude Vahrenwalder Straße 215 liegende Walter-Bruch-Straße im hannoverschen Stadtteil Brink-Hafen wurde 2002 nach dem Erfinder benannt. Das Haus 3 der Hochschule Mittweida trägt den Namen „Walter-Bruch-Bau“.

## Auszeichnungen
- 1968: Großes Verdienstkreuz mit Stern der Bundesrepublik Deutschland[6]
- 1968: Goldene Kamera
- 1973: Kulturpreis der Deutschen Gesellschaft für Photographie
- 1975: Werner-von-Siemens-Ring[7]
- 1979: Großes Goldenes Ehrenzeichen für Verdienste um die Republik Österreich[8]
- 1982: Niedersachsenpreis für Wissenschaft
- 1986: Bayerischer Maximiliansorden für Wissenschaft und Kunst